# Neurokirurgi
Neurokirurgi kallas den specialitet som ägnar sig åt att operativt åtgärda förändringar i det centrala nervsystemet och dess angränsande delar.
Neurologin själv är läran om nervsystemets sjukdomar, då innefattande sjukdomar i hjärnan, hjärnstammen, ryggmärgen och perifera nerverna samt en del muskelsjukdomar. 
Neurokirurgin är baserad på framgångar inom forskningen rörande basal neurobiologi och har för syfte att modifiera ett neurologiskt symtom eller avlägsna en patologiskanatomisk förändring i det centrala nervsystemet och dess angränsande delar. 
Neurokirurgi omfattar studier av basala mekanismer bakom hjärntumörutveckling samt skapandet av nya terapiformer såsom immuno- och stamcellterapi mot framför allt de maligna hjärntumörerna – alltså de elakartade hjärntumörerna. Andra områden gällande neurokirurgi är funktionell kirurgi, där fokus ligger på kirurgisk behandling av kronisk smärta, rörelserubbningar, spasticitet, epilepsi samt andra psykiatriska och neurodegenerativa sjukdomar. Man forskar även på smärtkirurgi samt pediatrisk neurokirugi och ryggkirurgi inom neurokirurgin. 
Inom neurokirurgi använder man sig av standardiserade metoder inom neuroradiologi, såsom MRT (magnetresonanstomografi), CT (datortomografi) samt MEG (magnetencefalografi). 

## Neurokirurgiska sjukdomar
Ansvarsområdena för neurokirurger varierar något internationellt men omfattar oftast operativa åtgärder av hjärntumörer, cerebral aneurysm, hjärnblödningar, hydrocefalus, skallmissbildningar hos barn, tumörer inom ryggmärgen samt i varierande grad skador och missbildningar i ryggradens kotor samt även funktionell neurokirurgi. Internationellt varierar särskilt i vilken utsträckning neurokirurger opererar på det perifera nervsystemet samt hur mycket ansvar neurokirurgerna har för neurointensivvården.
Neurokirurgin behandlar, förutom högspecialiserad kirurgisk vård, även forskning och utbildning rörande de neurokirurgiska sjukdomarna.
På Neurokirurgiska kliniken vid Karolinska universitetssjukhuset har man definierat att den funktionella neurokirurgin, som då är en väldigt stor del av neurokirurgin, och dess ingrepp fokuserar sig på fyra huvudsakliga sjukdomskategorier: kronisk smärta, rörelserubbningar, spasticitet samt epilepsi. 
Kronisk smärta 

- Ryggmärgsstimulering (SCS) vid neuropatisk smärta
- DREZ-operation vid smärta orsakad av plexus brachialis-avulsioner (avslitningsskada)
- Vid trigeminusneuralgi:
  - Ballongkompression
  - Mikrovaskulär dekompression (MVD)
  - Termolesion
  - Gammaknivstrålning / gammaknivsbehandling, alternativt Stereotaktisk strålkirurgi
  - Glycerolinjektion?
  - Elektrod för ansiktssmärta?
- Kordotomi vid svårhanterlig cancersmärta
- Perifera nervdekompressioner[1]

Rörelserubbningar 
 
Till rörelserubbningar räknas behandlingar såsom
- Deep brain stimulation (DBS)
- Behandling av Parkinsons sjukdom
- Essentiell tremor
- Dyston

Spasticitet 

Till spasticitet räknas behandlingar såsom 
- Intratekal infusion av Baklofen

Epilepsi 

Till kategorin epilepsi räknas behandlingar såsom
- Nervus vagus-stimulering
- Deep brain-stimulering
- Resektion av epileptiskt fokus

## Neurokirurgin i Sverige
På ett flertal universitet, och dess angränsande sjukhus, i Sverige finns neurokirurgiska klinker som bedriver forskning, utbildning och kirurgisk vård. 
Landets största är Karolinska universitetssjukhusets neurokirurgiska klinik. Kliniken är en högspecialiserad regionsklinik för neurologisk kirurgi, d.v.s. kirurgi i hjärna och ryggmärg, som även är internationellt välkänd. Kliniken består av en operationsavdelning, en neurointensivvårdsavdelning, två neurokirurgiska vårdavdelningar samt neurokirurgiska mottagningen. Kliniken har även ansvar för regionens barnneurokirurgi. Bara den funktionella neurokirurgins sektion utför omkring 250 kirurgiska operationer per år. Forskningen på kliniken sker i affiliering och samarbete med Karolinska Institutet och bedriver både klinisk, experimentell och basvetenskaplig forskning. Fokus inom forskningen ligger på tvärvetenskaplig forskning gällande skador och regeneration av centrala nervsystemet, smärtbehandling och vuxnas stamcellsbiologi.  
Även Akademiska sjukhuset i Uppsala driver en neurokirurgisk klinik i samarbete med Uppsala universitet. Kliniken är en av de största neurokirurgiska klinikerna i landet där sammanlagt 24 olika sjukhus remitterar patienter till kliniken, utöver de 2 miljoner invånare kliniken själv omfattar. År 2013 utfördes nära 2 200 operationer, och över 3 000 vårdtillfällen registrerades på kliniken. Det finns ytterligare fyra kliniker runt om i landet som bedriver neurokirurgisk vård och forskning.
I Sverige har pionjärer som Herbert Olivecrona och Lars Leksell rönt särskilt stor internationell uppmärksamhet för hur de har utvecklat neurokirurgin. Herbert Olivecrona är känd som den som grundade svensk neurokirurgi. Neurokirurgin arbetades fram tack vare Olivecronas samarbete med Erik Lysholm, där de bl.a. arbetade fram en bättre diagnostik för djupt liggande hjärntumörer, ventrikulografin (encefalografi) samt utvecklade ett sätt att neurokirurgiskt åtgärda fokal epilepsi.  Lars Leksell bidrog till neurokirurgin genom att bl.a. hjälpa till att definiera funktionell hjärnkirurgi och radiokirurgi samt att skapa moderna instrument anpassade till neurodiagnostisk bildning. Han fortsatte även med att utveckla instrument (som Gammakniven) designade för att nå djupt in i hjärnan på ett säkert, effekivt med ändå praktiskt sätt.

## Neurokirurgin i övriga världen
Det har forskats på neurokirurgi i flera hundra år över hela världen. Längst i forskningen har länder som USA kommit. Även Harvey Cushing, känd som den moderna neurokirurgins grundare, kommer från USA. Andra välkända forskare inom neurokirurgin innefattar Gazi Yasargil (från Turkiet, grundare av mikroneurokirurgin), Walter Dandy (amerikan, grundare av neurokirurgin), Ludvig Puusepp (från Estland, världens första professor i neurokirurgi), Wilder Penfield (kanadensare, känd som grundare av neurokirurgin samt pionjär av neurokirurgin specificerad på epilepsi) samt Alim-Louis Benabid (från Frankrike, en av utvecklarna av Deep Brain Stimulation-kirurgi för rörelsehandikapp).

## Framtida forskning
Både vid de neurokirurigiska klinikerna i Sverige, men även i övriga världens, bedrivs det ständigt forskning för att föra neurokirurgin framåt. På exempelvis Neurokirurgiska kliniken vid Universitetssjukhuset i Linköping forskas det mycket på hur man bättre kan skydda hjärnan vid operation och neurointensivvård, då det är ett mycket riskabelt behandlingsområde. Man försöker även utveckla metoderna för och kring kirurgi mot maligna hjärntumörer samt hjärnstimulering vid rörelserubbningar.  
I USA dör cirka 7 000 personer varje år under hjärnoperationer. I samband med att forskningen får fram fler och fler metoder för att bota olika neurologiska sjukdomar så ökar även riskerna för att något ska gå fel.  
Det forskas ständigt fram nya metoder gällande neurokirurgi, men likväl är det lika viktigt att öka säkerheten på de metoder som redan finns – både för att få ned antalet döda på grund av fel under operation men även för att underlätta för kirurgerna. Det lämnar även större utrymme att utveckla och testa nya metoder.